# Станіслав Лукас

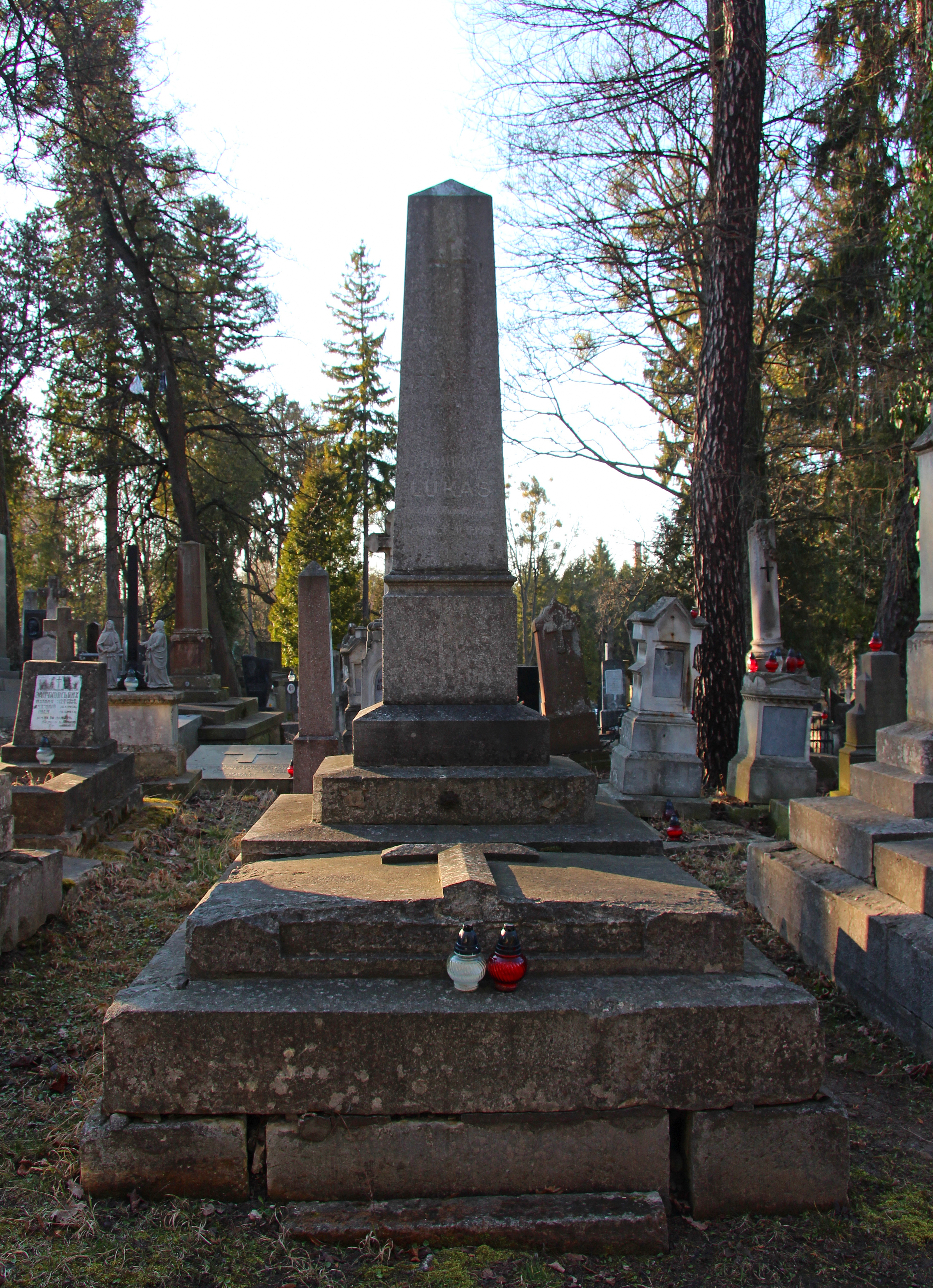

Станіслав Лукас (пол. Stanisław Lukas; 19 листопада 1855, Тернопіль — 13 червня 1882, Львів) — польський історик, дослідник історії XVII століття, доктор філософії.

## Життєпис
Був наймолодшим сином Францішка і Анни. Середню освіту здобув у Тернополі, у 1872 році склав матуру з відзнакою.
Студіював історію на філософському факультеті Львівського університету під керівництвом Ксаверія Ліске, відвідував також виклади з філософії і класичної філології. Перший докторський ригорозум склав у 1877 році, натомість другий відклав із причини поїздки до Чехії на лікування. Отримавши цісарську стипендію, виїхав на подальше навчання до Франції і Німеччини, де упродовж п'яти років, окрім студій, займався дослідницькою працею з історії XVII століття. Побут закордоном і контакти з європейськими науковими осередками Франції та Німеччини, мали надзвичайно великий вплив на розвиток таланту Станіслава Лукаса, як науковця.
Розпочав навчання у Берліні (рік під керівництвом Вайца і Дройзена), а наприкінці 1878 прибув до Парижа, де перебував три роки. Навчався в Колеж де Франс (фр. Collège de France), Школі хартій (фр. École des Chartres) та Практичній школі вищих досліджень (фр. École Pratique des Hautes Études). Вивчав спеціальні історичні дисципліни та проводив архівні дослідження. Окрім того, з науковими та туристичними цілями відвідував Бельгію та Англію (Лондон, Оксфорд). У Парижі став членом Історично-літературного товариства. Виїхав зі столиці Франції у 1882 році, а по дорозі до Львова відвідав німецькі університети, де взяв участь у наукових семінарах. До Львова прибув у березні 1882 року, склав там другий ригорозум (15 квітня 1882 відбувся захист докторської дисертації).

### Праці
Сучасники вважали Станіслава Лукаса за одного з найздібніших учнів Ксаверія Ліске. Його праці відрізняються письменницьким талантом та ерудицією. Найважливіші праці Лукаса:
- «Przyłączenie Mazowsza do Korony Polskiej»
- «Erazm Ciołek, biskup płocki (1503—1522), dyplomata polski 16 wieku»
- «O rzekomej wyprawie na Turka Olbrachta w 1497»
- «Stanowisko Erazma Ciołka jako księcia kościoła oraz mecenasa literatury i nauk»
- «Rozbiór podługoszowej części Kroniki Bernarda Wapowskiego»

Остання з названих праць «Rozbiór podługoszowej części Kroniki Bernarda Wapowskiego» була видана в Кракові в 1880 році і зі всього доробку Лукаса має найбільшу наукову вартість, це була його докторська дисертація. Публікував також менші праці, між іншим у часописах «Biblioteka Warszawska» і «Przegląd Krytyczny». Ініціатор заснування Академічного кола істориків (1878). Працював над бібліографією історії Польщі.

## Смерть
Всередині травня 1882 року Станіслав Лукас вніс до Ягеллонського університету подання на габілітацію з всесвітньої історії. Та досягти цього йому не вдалося, бо невдовзі після того захворів і 13 червня 1882 року помер. Причиною смерті стала хвороба: гостра кишкова непрохідність та запалення очеревини.
Станіслав Лукас похований 15 червня 1882 року на 69 полі Личаківського цвинтаря у Львові.